# Willem Wauters
Willem Wauters (Gand, 10 novembre 1989) è un ex ciclista su strada belga, professionista dal 2013 al 2014.

## Carriera
Si è aggiudicato due prove da Under-23 e nel 2011, gareggiando come stagista per il team Vacansoleil, è arrivato secondo dietro Svein Tuft al Grote Prijs Stad Zottegem; professionista dal 2013 al 2014, ha preso parte al Giro d'Italia 2013 portandolo a termine e mettendosi in mostra nelle prime tappe con alcuni tentativi di fuga.

## Palmares
- 2010 (Omega Pharma-Lotto-Davo, una vittoria)

3ª tappa Triptyque Ardennais (Saint-Hubert > Saint-Hubert)
- 2011 (Lotto-Belisol U23, una vittoria)

4ª tappa Vuelta a la Comunidad de Madrid (Navas del Rey > San Martín de Valdeiglesias)

### Altri successi
- 2010 (Omega Pharma-Lotto-Davo)

Schelderode (criterium)

## Piazzamenti

### Grandi Giri
- Giro d'Italia

2013: 158º

### Competizioni continentali
- UCI Europe Tour

2014: 750º